# 謹成祝花
謹成 祝花（ちかなり しゅくか）は、高音のノイズでマイクパフォーマンスをする音楽家、ダンサー。

## 人物
香川県出身。東京都在住。年齢不詳。
学生時代は、体操競技をしていた。
グラフィックデザイン、演劇を学んだ後、現代美術のシーンで活動する。国内外での個展やフィナール国際美術展の受賞歴がある。
1998年より、大野一雄舞踏研究所の研究生となる。即興独舞作品発表後、音楽寄りの活動場所へ移行し、ピエール・アンリに影響を受ける。
2006年より、ソロパフォーマンスが認められ、欧州の前衛芸術フェスティバルから招待されている。
実際は、華奢な体型である。

## パフォーマンス
2003年より、ライブパフォーマンスを開始。マイクロフォンを床に落としたり、ひっかいたりした音、声、鈴、シンバル、を音源にし、フィードバックを好んで用いる。マイクのコードを巧みに操るので、踊っているかに見える。本人は、ソロダンサーと自称している。
ガーターベルトやミニスカートのエロチックなコスチュームを着用し、聴覚攻撃する程のハウリングに反して、詩的要素が多い。特筆は、音楽とダンスと文学の融合によって、特殊なジャンル、スタイルを打ち出した点である。ヨーロッパでの評価が高い。
- 「Transe incantatoire pour bacchanale bruyante.」（「TGV magazine」[:fr]2007年4月版93号、60頁より引用）和訳：お祭り騒ぎの霊が乗り移った忘我状態、失神寸前の呪文歌。

## 主な作品
ソロアルバム
- 犠牲
- 犯罪
- LOVE SONG
- starter's Kit
- My darling
- daddy=papa
- A PROMISE

コラボレーションアルバム
- Marqido + Magical Power Mako
- The First Performance-UFO

コンピレーションアルバム
- REAL JAPANESE UNDERGROUND 2006

出版
- 『SHOW』ISBN 4-88306-445-X

ソロダンス
- 水の中で
- 血が水より濃いといいのに
- 通過儀礼
- 通過儀礼は終らない
- 遠方凝視
- 100/100
- 冬の空にオリオン座